# メイド・イン・アメリカ (カーペンターズのアルバム)
『メイド・イン・アメリカ』（Made in America）は、カーペンターズが1981年に発表したアルバム。カレン・カーペンター存命時としては最後のアルバムとなった。

## 解説
リチャード・カーペンターの療養による活動休止後としては初のアルバムとなった。その間、カレンは初のソロ・アルバム『遠い初恋』を制作していたが、当時は発売を見送られ、同作は1996年にようやく発表された。
収録曲のほとんどは新曲だが、「アイ・ビリーヴ・ユー」は活動休止前の1978年にシングルA面として発表され、全米68位に達した。本作からは、「タッチ・ミー」（全米16位）、「バック・イン・マイ・ライフ」（全米72位）、「遠い想い出」（全米63位）、「恋のビーチウッド」（全米74位）がシングル・カットされた。「ウェディング・ソング」は、1980年8月に行われたカレンの結婚式のために作られた曲で、カレンは挙式の2日前にボーカルを録音した。
本作に伴うコンサート・ツアーは行われなかったが、リチャードとカレンは、プロモーションのために日本のテレビ番組に衛星中継で出演し、10月にはヨーロッパやブラジルを訪れた。

## 収録曲
1. 遠い想い出 - "Those Good Old Dreams" (Richard Carpenter, John Bettis) - 4:12    ・全米最高第63位
2. ストレングス・オブ・ア・ウーマン - "Strength of a Woman" (Phyllis Brown, Juanita Curiel) - 3:59
3. バック・イン・マイ・ライフ - "(Want You) Back in My Life Again" (Kerry Chater, Chris Christian) - 3:40
4. すばらしき人生 - "When You've Got What It Takes" (Roger Nichols, Bill Lane) - 3:41
5. あなたを信じて - "Somebody's Been Lyin'" (Carole Bayer Sager, Burt Bacharach) - 4:25
6. アイ・ビリーヴ・ユー - "I Believe You" (Dick Addrisi, Dan Addrisi) - 3:54
7. タッチ・ミー - "Touch Me When We're Dancing" (Terry Skinner, J. I. Wallace, Ken Bell) - 3:20　  ・全米最高第16位、これがカーペンターズ最後のトップ20ヒットとなった
8. 涙の色は - "When It's Gone (It's Just Gone)" (Randy Handley) - 5:01
9. 恋のビーチウッド - "Beechwood 4-5789" (William Stevenson, Marvin Gaye, George Gordy) - 3:06
10. ウェディング・ソング - "Because We Are in Love (The Wedding Song)" (R. Carpenter, J. Bettis) - 5:04

## 参加ミュージシャン
- カレン・カーペンター - ボーカル、パーカッション、ドラムス
- リチャード・カーペンター - ボーカル、キーボード
- トニー・ペルーソ - ギター
- ティム・メイ - ギター
- ジェイ・ディー・マネス - スティール・ギター
- デニス・バディマー - アコースティック・ギター
- フレッド・タケット - アコースティック・ギター
- ジョー・オズボーン - ベース
- ロン・タット - ドラムス
- ラリー・ロンディン - ドラムス
- ジョン・ロビンソン - ドラムス
- パウリーニョ・ダ・コスタ - パーカッション
- ピーター・リモニック - パーカッション
- ボブ・コンティ - パーカッション
- ジェリー・ステインホルツ - コンガ
- ゲイル・レヴァント - ハープ
- アール・ダムラー - オーボエ
- トム・スコット - サックス
- ダリル・ドラゴン - シンセサイザー・プログラミング
- イアン・アンダーウッド - シンセサイザー・プログラミング
- キャロライン・デニス - バッキング・ボーカル
- ステファニー・スプライル - バッキング・ボーカル
- マキシン・ウォーターズ・ウィラード - バッキング・ボーカル
- ジミー・ゲツォフ - コンサートマスター
- ジェリー・ヴィンシ - コンサートマスター